# اوخلی (داغستان)
اوخلی (به لاتین: Okhli) یک منطقهٔ مسکونی در روسیه است که در شهرستان لواشینسکی واقع شده‌است.